# Système de la religion mouhammédane

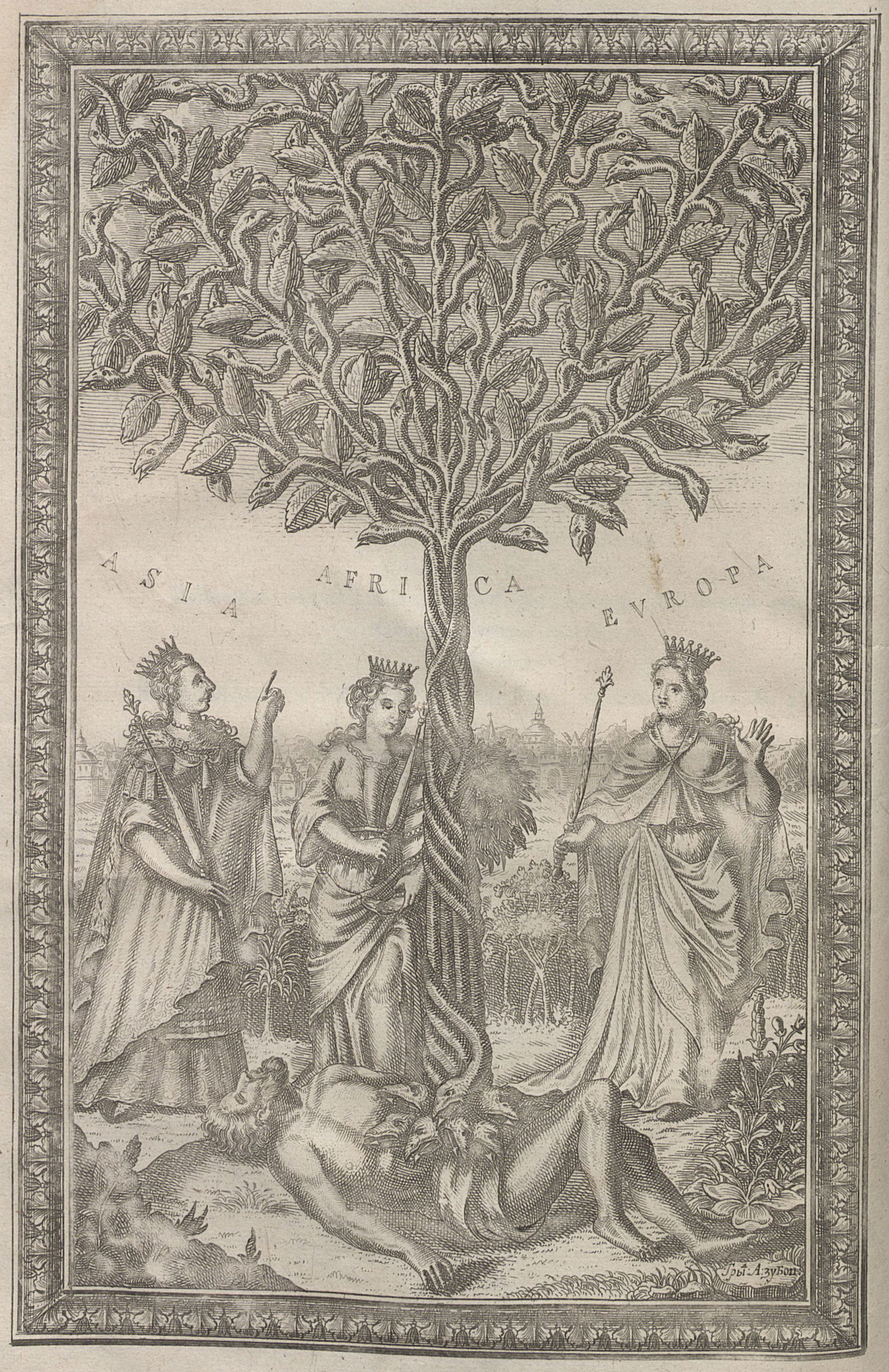
Dmitrie Cantemir, Книга Систима, или Состояние мухаммеданския религии, 1722, Page d'illustration du titre.

Le  Système, ou état de la religion mahométane  (en russe : Книга Систима, или Состояние мухаммеданския религии, Le Livre du Système, ou l'état de la religion mahométane) est une œuvre de Dimitrie Cantemir écrite en 1718-1719 et parue à Saint-Pétersbourg en 1722.
Le texte en latin, intitulé Sistema de religione et statu Imperii Turcici est traduit en russe par Ivan Ilinski et publié selon les volontés de l'empereur Pierre le Grand, malgré l'opposition de Gabriel Boujinski, conseiller du Saint-Synode chargé des impressions. Il est préfacé par l'archimandrite Théophylacte Lopatinski, recteur de l'Académie slavo-gréco-latine, et leur ami Gedeon Vichnevski.
L'œuvre est écrite d'après des sources musulmanes (la Muhammediyye notamment) et traite non seulement des formes de l'islam turc, mais aussi de l'islam en général. Il rassemble les informations connues à son époque sur l'islam, traitant de manière séparée les confréries de derviches et les écoles hérétiques.

## Postérité

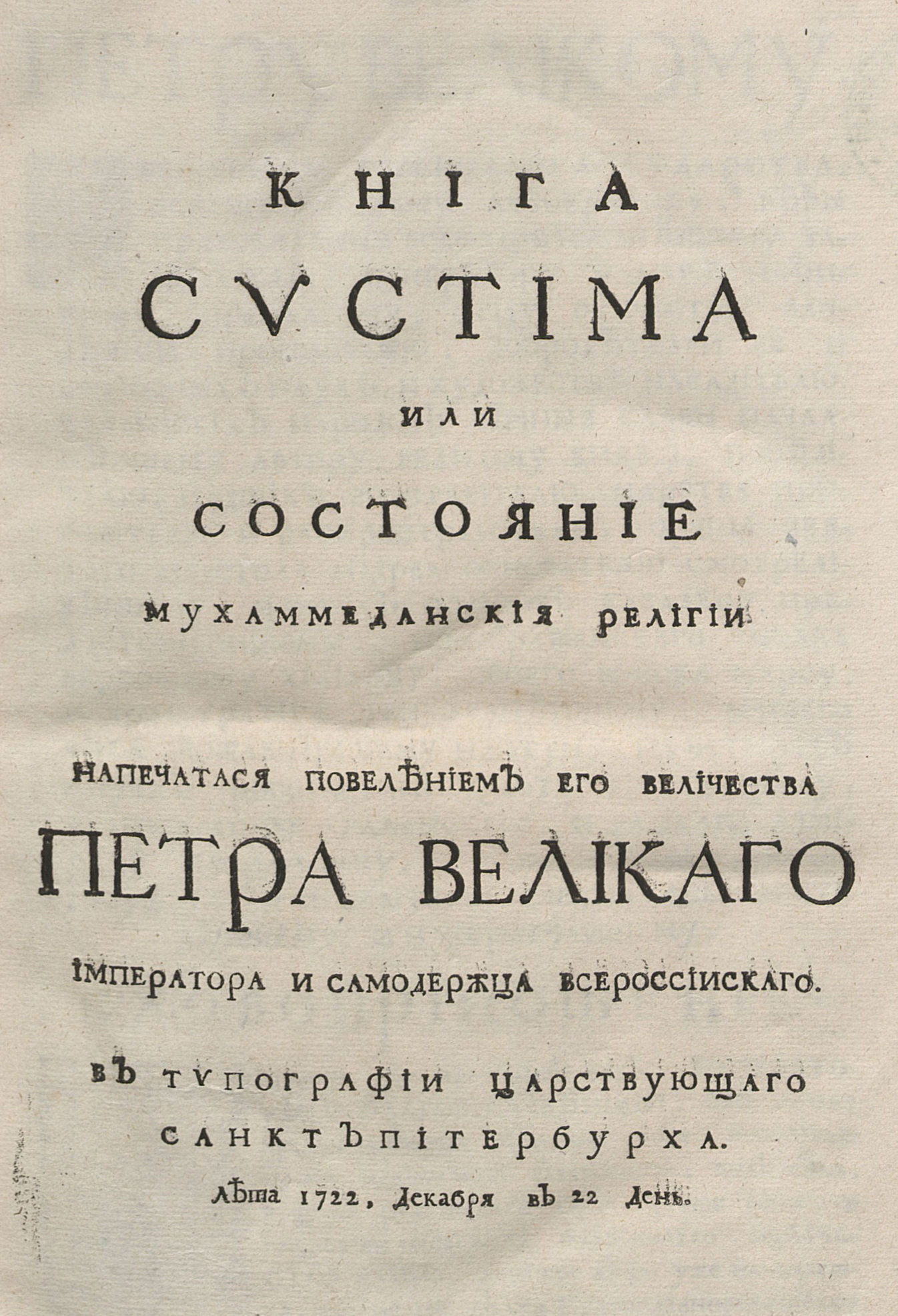
Dmitrie Cantemir, Книга Систима, или Состояние мухаммеданския религии, 1722. Page du titre.

L'œuvre est remarquée par le professeur de rhétorique et d'histoire religieuse de l'Académie impériale de Saint-Pétersbourg réputé Johann Peter Kohl, qui l'inscrit dans les Acta Eruditorum (1729).
Il est traduit, modifié et annoté pour être intégré à un Livre des Trois religions par Sophrone de Vratsa.

## Éditions
- (ru) Книга Систима, или Состояние мухаммеданския религии, Saint-Pétersbourg, 1722 (version numérique sur Europeana)
- (ro) Traduction de Virgil C˘andea,Sistemul si intocmirea religiei muhamedane in Œuvres complêtes de D. Cantemir, VIII, tome II, Bucarest, 1987(version numérique) (en roumain, traduction moderne)
- (fr) Traduction de l'introduction et premier chapitre par Charles Outters,  in Le Système de la religion Mouhammedane de Dimitrie Cantemir et l'histoire intellectuelle, mémoire de master, 2014 pdf, word.